# Eucalyptus pyrenea
Eucalyptus pyrenea là một loài thực vật có hoa trong Họ Đào kim nương. Loài này được Rule mô tả khoa học đầu tiên năm 2004.